# Ekarma
Ekarma (japonsky: 越渇磨島, Ekaruma-tó; rusky: Остров Зкарма) je jeden z ostrovů v Kurilském souostroví. Ekarma se rozkládá 8,5 km západně od ostrova Šiaškotan, za Ekarmskou úžinou, na ploše 30 km². Vystupuje strmě z moře jako vulkán (v západní části ostrova) až do maximální výšky 1 170 m n. m.